# Jan Heitmann
Jan Heitmann (Olpe, 1976. szeptember 20. –) német profi pókerjátékos.

## Életrajza
Heitmann 1998–2003 között üzleti gazdaságtant tanult, Németországban, Vallendar ban a Wissenschaftlichen Hochschule für Unternehmensführung (WHU) Főiskolán és 2003-ban okleveles közgazdászként végzett ugyanitt. Már 1994-ben megismerkedett a pókerrel, de tényleges tapasztalatokat csak később, az egyetemi évei alatt, a wiesbadeni játékkaszinóban szerzett. Akkoriban limit készpénzes pókert, pontosabban a póker limit Omaha Archiválva 2013. március 20-i dátummal a Wayback Machine-ben, limit Texas Hold'em Archiválva 2010. január 18-i dátummal a Wayback Machine-ben és limit Stud Archiválva 2013. február 25-i dátummal a Wayback Machine-ben változatait játszották.

## Pókerkarrier
A legnagyobb sikerei közé a londoni Victoria Kaszinóban megrendezett European Poker Classicon elért 2. hely, két döntő asztalon való részvétel 2005-ben, az European Poker Tour utolsó állomásának számító monte-carlói versenyen, valamint egy 9. hely a 2006-os barcelonai Heads-up Világbajnokságon számítanak. Továbbá Heitmann a Team PokerStars Pro Germany csapatának tagja.

## Eredmények
| Időpont           | Esemény (versenyforma)                                | Helyezés | Nyeremény ($) |
| ----------------- | ----------------------------------------------------- | -------- | ------------- |
| 2004. április 23. | WSOP (No Limit Hold'em)                               | 67.      | 2680          |
| 2004. május 8.    | WSOP Shootout (No Limit Hold'em)                      | 17.      | 3000          |
| 2005. március 18. | EPT Grand Final (No Limit Hold'em)                    | 5.       | 4592          |
| 2005. március 19. | EPT Grand Final (No Limit Hold'em)                    | 6.       | 4485          |
| 2005. június 20.  | Palms Summer Poker Series (No Limit Hold'em)          | 4.       | 2875          |
| 2006. március 23. | European Poker Classics Main Event (No Limit Hold'em) | 2.       | 127 271       |
| 2006. május 21.   | World Heads Up Poker Championship (No Limit Hold'em)  | 9.       | 6387          |
| 2007. február 26. | Bregenz Open (No Limit Hold'em)                       | 18.      | 1895          |
| 2007. március 2.  | Bregenz Open (No Limit Hold'em)                       | 15.      | 1948          |
| 2008. február 2.  | EPT German Open - Dortmund (No Limit Hold'em)         | 19.      | 25 536        |
| 2008. április 4.  | EPT San Remo (No Limit Hold'em)                       | 16.      | 27 605        |
| 2008. április 12. | EPT Grand Final - Monte Carlo(No Limit Hold'em)       | 67.      | 33 229        |
| 2008. június 11.  | WSOP (No Limit Hold'em)                               | 72.      | 9619          |
| 2008. július 3.   | WSOP (No Limit Hold'em)                               | 585.     | 23 160        |
| 2012. július 12.  | WSOP (No Limit Hold'em Main Event)                    | 26.      | 294 601       |